# Табр
Табр (фр. Tabre) — коммуна во Франции, находится в регионе Юг — Пиренеи. Департамент коммуны — Арьеж. Входит в состав кантона Мирпуа. Округ коммуны — Сен-Жирон.
Код INSEE коммуны — 09305.

## Население
Население коммуны на 2008 год составляло 351 человек.
| 1962 | 1968 | 1975 | 1982 | 1990 | 1999 | 2008 |
| ---- | ---- | ---- | ---- | ---- | ---- | ---- |
| 33   | 42   | 57   | 299  | 436  | 387  | 351  |

## Экономика
В 2007 году среди 254 человек в трудоспособном возрасте (15—64 лет) 167 были экономически активными, 87 — неактивными (показатель активности — 65,7 %, в 1999 году было 74,9 %). Из 167 активных работали 154 человека (77 мужчин и 77 женщин), безработных было 13 (7 мужчин и 6 женщин). Среди 87 неактивных 10 человек были учениками или студентами, 59 — пенсионерами, 18 были неактивными по другим причинам.